# Podul Eroilor (Timișoara)

Bem-híd, Blick flussaufwärts, um 1900

Bem-híd, Blick flussabwärts, um 1900

Die Brücke Podul Eroilor (deutsch Heldenbrücke) liegt in der westrumänischen Stadt Timișoara. Die Fußgängerbrücke überquert die Bega im II. Bezirk Iosefin und liegt im Westen des Wasserkraftwerks Timișoara, wovon sie 5,32 Kilometer entfernt ist.
Andere Bezeichnungen der Brücke sind Podul Bem, Podul de la Elba, und Podul Pieței Iosefin in rumänischer Sprache sowie Püspök hid und Bem-híd in ungarischer Sprache.

## Geschichte
Die Brücke Podul Eroilor wurde ursprünglich 1870 errichtet und im Jahr darauf fertiggestellt. Ihr ursprünglicher ungarischer Name leitete sich von der anschließenden Straße Bem utcza ab. 1927 wurde sie wegen ihres schlechten Zustands vorübergehend von einem Holzgerüst gestützt. 1938 wurde sie abgerissen und durch die heutige Brücke aus Stahlbeton ersetzt.